# Інтер (Луанда)

Старий логотип клубу

«Групу Дешпортіву Інтерклубі» (порт. Grupo Desportivo Interclube) або «Інтер» — ангольський футбольний клуб з Луанди, який було засновано 1953. Виступає в Чемпіонаті Анголи з футболу. Клуб належить ангольській поліції, яка і є головним спонсором клубу. 

## Історія клубу
Команду було засновано в 1953 році в столиці Анголи, місті Луанда, під назвою ФК «Інтернасьйональ» (Луанда), але поступово команда почала занепадати. Тому 28 лютого 1976 року клуб було повторно засновано міністром внутрішніх справ Сантаною Андре Пітрою під назвою «Інтер ді Луанда».
«Інтер» - єдиний з числа столичних клубів, який, не входячи до так званої «великої трійки» («Петру Атлетіку», «Атлетіку Авіасан» та «Примейру де Агошту») клубів із Луанди, зміг стати чемпіоном країни. До того ж, «інтеристи» стали шостим чемпіоном Анголи — до цього титул, який розігрували з 1979, окрім трьох вище вказаних клубів з Луанди вигравали тільки клуби «Прімейру де Маю (Бенгела)» та «Саграда Есперанса (Дундо)».
Початок XXI століття для «Інтера» став успішним завдяки цілому ряду досягнень — три «бронзи» Чемпіонату Анголи з футболу сезонів 1999, 2004 та 2006 років, перемоги в 2007 та 2010 роках, Кубку Анголи 2003 та 2011 роках, три Суперкубки в 2001, 2008 та 2012 роках. До успіхів також можна віднести й участь в фіналі Кубку Кубків КАФ 2001 року.
Під час проведення Чемпіонату світу з футболу 2006 року в Німеччині у складі національної збірної Анголи виступало двоє гравців клубу, Маркуш Жуакін Мілой Ерменежилду та Маріу Дамьяу Хіполіту.

## Досягнення

### Національні
- Гірабола
  -  Чемпіон (2): 2007, 2010
  -  Срібний призер (1): 1986
  -  Бронзовий призер (4): 1985, 1999, 2004, 2006

- Кубок Анголи
  -  Володар (3): 1986, 2003, 2011
  -  Фіналіст (5): 1985, 1989, 2000, 2005, 2010

- Суперкубок Анголи
  -  Володар (3): 2001, 2008, 2012
  -  Фіналіст (2): 2004, 2011

### Міжнародні
- Кубок володарів Кубків КАФ
  -  Фіналіст (1): 2001

## Стадіон
Інтер входить до невеликого числа футбольних клубів Анголи, які мають к своїй власності стадіон, 12-тисячний «Ештадіу 22 ді Жулью» в Луанді.

## Статистика виступів

### Національний чемпіонат
| 1999 | 2000 | 2001 | 2002 | 2003 | 2004 | 2005 | 2006 | 2007 | 2008 | 2009 | 2010 | 2011 | 2012 | 2013 | 2014 | 2015 | 2016 |
|      |      |      |      |      |      |      |      | 2007 |      |      | 2010 |      |      |      |      |      |      |
|      |      |      |      |      |      |      |      |      |      |      |      |      |      |      |      |      |      |
| 1999 |      |      |      |      | 2004 |      | 2006 |      |      |      |      |      |      |      |      |      |      |
|      |      |      |      |      |      |      |      |      |      |      |      | 4    |      |      |      |      |      |
|      | 5    | 5    | 5    |      |      |      |      |      |      |      |      |      | 5    |      |      | 5    |      |
|      |      |      |      |      |      |      |      |      |      |      |      |      |      |      |      |      |      |
|      |      |      |      | 7    |      | 7    |      |      |      |      |      |      |      | 7    |      |      |      |
|      |      |      |      |      |      |      |      |      |      | 8    |      |      |      |      |      |      |      |
|      |      |      |      |      |      |      |      |      |      |      |      |      |      |      | 9    |      |      |
|      |      |      |      |      |      |      |      |      | 10   |      |      |      |      |      |      |      |      |

### Участь в континентальних турнірах під егідою КАФ

#### Ліга чемпіонів КАФ
| Сезон | Раунд      | Клуб            | Вдома | На виїзді | Загальний      |
| ----- | ---------- | --------------- | ----- | --------- | -------------- |
| 2008  | Попередній | Ренасіменто     | 2-1   | 2-1       | 4-2            |
| 2008  | 1          | Спортінг (Прая) | 1-0   | 1-2       | 2-2 (з.в.)     |
| 2008  | 2          | Замалек         | 2-1   | 0-3       | 2-4            |
| 2011  | Попередній | Тоуншип Роллерз | т.п.1 | т.п.1     | т.п.1          |
| 2011  | 1          | Аль-Меррейх     | 2-0   | 0-2       | 2-2 (3-2 пен.) |
| 2011  | 2          | МК Алжир        | 1-1   | 2-3       | 3-4            |

1- Тауншип Роллерз покинув турнір.

### Кубок конфедерації КАФ
| Сезон | Раунд         | Клуб                  | Вдома | На виїзді | Загальний      |
| ----- | ------------- | --------------------- | ----- | --------- | -------------- |
| 2004  | 1             | Дуан (Дакар)          | 1-2   | 1-2       | 2-4            |
| 2005  | 1             | 105 Лібревіль         | 1-3   | 1-3       | 2-6            |
| 2006  | 1             | Фоконс                | 2-0   | 0-1       | 2-1            |
| 2006  | 2             | Тауншип Роллерз       | 1-0   | 1-1       | 2-1            |
| 2006  | 3             | УСКА Фут              | 1-0   | 0-0       | 1-0            |
| 2006  | Груповий етап | Петру Атлетіку        | 1-3   | 1-4       | 4-те місце     |
| 2006  | Груповий етап | ФАР (Рабат)           | 0-2   | 0-2       | 4-те місце     |
| 2006  | Груповий етап | Олімпік Хурібга       | 1-0   | 0-1       | 4-те місце     |
| 2007  | 1             | Мфана Африка          | 0-0   | 0-2       | 0-2            |
| 2008  | 3             | Мун Камерун           | 2-1   | 1-1       | 3-2            |
| 2008  | Груповий етап | Сфаксьєн              | 2-3   | 1-4       | 4-те місце     |
| 2008  | Груповий етап | Харас Ель-Ходуд       | 1-0   | 1-4       | 4-те місце     |
| 2008  | Груповий етап | Клуб Африкен          | 1-2   | 0-3       | 4-те місце     |
| 2011  | 3             | Діфаа Ель Жадад       | 3-0   | 2-2       | 5-2            |
| 2011  | Груповий етап | АСЕК Мімозас          | 1-0   | 0-1       | 2-ге місце     |
| 2011  | Груповий етап | Клуб Африкен          | 2-1   | 0-2       | 2-ге місце     |
| 2011  | Груповий етап | Кадуна Юнайтед        | 4-1   | 1-1       | 2-ге місце     |
| 2011  | Півфінал      | МАС Фес               | 2-1   | 0-1       | 2-2 (з.в.)     |
| 2012  | 1             | Тана Формасьйон       | 2-0   | 0-2       | 2-2 (6-5 пен.) |
| 2012  | 2             | Амал Атбара           | 4-1   | 2-0       | 6-1            |
| 2012  | 3             | Дайнамоз              | 1-0   | 0-0       | 1-0            |
| 2012  | Груповий етап | Аль-Ахлі (Шенді)      | 0-1   | 2-1       | 3-тє місце     |
| 2012  | Груповий етап | Аль-Хіляль (Омдурман) | 1-1   | 0-3       | 3-тє місце     |
| 2012  | Груповий етап | Аль-Меррейх           | 0-0   | 0-1       | 3-тє місце     |

### Кубок володарів кубків КАФ
| Сезон | Раунд       | Клуб                     | Вдома | На виїзді | Загальний      |
| ----- | ----------- | ------------------------ | ----- | --------- | -------------- |
| 1987  | 1           | Вітал'О                  | 1-1   | 0-2       | 1-3            |
| 2001  | 1           | Серкль Олімпік де Бамако | 8-0   | 3-0       | 11-0           |
| 2001  | 2           | Стад Абіджан             | 1-0   | 0-1       | 1-1 (3-1 пен.) |
| 2001  | Чвертьфінал | Нігер Торнадоес          | 4-0   | 0-1       | 4-1            |
| 2001  | Півфінал    | Кумбо Страйкерз          | 3-0   | 1-0       | 4-0            |
| 2001  | Фінал       | Кайзер Чифс              | 1-1   | 0-1       | 1-2            |

## Відомі гравці
- Маріу
- Іванашку
- Андре Жинга
- Жуанінью Лопеж
- Лукаш Хуангу
- Нуну Альфреду
- Юрі Набі
- Адріану
- Діогу Серафім
- Едуарду Перейра
- Жоау Калемба
- Марколіно
- Жан-Шарль Джом
- Діксон Нвакаеме
- Хелдер Баптішта
- Мануель Мартінш
- Нуну Мігель
- Паулу Гоміш
- Педру Антоніу
- Освалдо Васко

## Відомі тренери
| Жоау Гонсалвеш да Сільва | (1981–84)                       |
| Северіну Міранда Кардосу | (1984–85)                       |
| Жока Сантінью            | (1986–89)                       |
| Северіну Міранда Кардосу | (1989–91)                       |
| Карлуш Алвеш             | (1991–92)                       |
| Жоау Машаду              | (1992–95)                       |
| Рауль Кінанга            | (1995–97)                       |
| Доау Антоніу Андре       | (1997–99)                       |
| Арналду Чавеш            | (1999)                          |
| Рауль Кінанга            | (2000)                          |
| Олівейра Гонсалвеш       | (2000 – грудень 2000)           |
| Васелин Єлушич           | (січень 2001 – квітень 2001)    |
| Олівейра Гонсалвеш       | (травень 2001 – грудень 2001)   |
| Ітамар Аморім            | (січень 2002 – квітень 2002)    |
| Рауль Кінанга            | (травень 2002 – травень 2003)   |
| Зоран Пешич              | (червень 2003 – квітень 2004)   |
| Рауль Кінанга            | (квітень 2004 – грудень 2004)   |
| Георг Тріпп              | (січень 2005 – листопад 2005)   |
| Ромеу Сільва             | (лютий 2006 – вересень 2006)    |
| Карлуш Можер             | (жовтень 2006 – березень 2008)  |
| Аугушту Інасіу           | (травень 2008 – серпень 2009)   |
| Алвару Магальяєш         | (листопад 2009 – березень 2011) |
| Антоніу Кальдаш          | (липень 2011 – квітень 2012)    |
| Бернардіну Педроту       | (квітень 2012 – листопад 2013)  |
| Мірсад Омерходжич        | (січень 2014 – квітень 2014)    |
| Іліан Ілієв              | (травень 2014 – травень 2015)   |
| Васелин Єлушич           | (червень 2015)                  |